# Герб Ростова-на-Дону
Герб Ростова-на-Дону — официальный символ города Ростова-на-Дону, наряду с флагом, гимном и знаменем.

## История

### Первый герб
Первый герб Ростова-на-Дону (тогда принадлежавшего Екатеринославской губернии) утвержден 20 июля 1811 года.
Соответствующий рисунок и описание герба можно видеть в знаменитом альбоме П. П. Фон Винклера «Гербы городов, губерний, областей и посадов Российской Империи». Описание же гласит:
В голубом поле башня, изображающая преграду от набегов соседственных хищных народов и поверхность нашу над ними, изображенную трофеем, составленным из оружия тех народов в красном поле.

### Второй, неофициальный герб
В середине XIX века появился другой неофициальный (не было никаких законодательных актов, указывающих на дополнения к ростовскому гербу) герб Ростова-на-Дону (он появился в трудах историографа А. А. Скальковского).
Щит пересечен, в верхней червленой части доспехи, в нижней лазуревой — башня. В вольной части щита герб Екатеринославской губернии. Щит увенчан башенной короной.
В городских гербах России, начиная с 1780 года до середины XIX в., герб губернии помещался в верхней половине щита, а в нижней половине находился собственно герб города, щит же увенчивался башенной короной, которая могла быть и червленой (красной), и серебряной, и золотой. Подобное сочетание на одном щите губернского или областного и собственно городского гербов, разумеется, не назовешь удобным, а герб Ростова в редакции А. А. Скальковского и подавно был бы слишком деформирован после применения к нему упомянутого обычая. Скорее всего, именно поэтому А. А. Скальковский и поместил губернский герб в вольной части, как это делалось в Европе, если хотели указать старший по положению герб.

### Третий, также неофициальный герб
В 1864 году городской голова А. М. Байков заказал знамя с гербом города. Сохранилось описание герба на этом знамени:
В червленом щите серебряная с червлеными швами зубчатая башня, увенчанная золотыми старинными воинскими доспехами, состоящими из шелома и бахтерца, за которыми накрест положены лук и три копья. В вольной части герб Екатеринославской губернии. Щит украшен серебряною башенною короною о трех зубцах и окружен двумя золотыми колосьями, соединенными Александровскою лентою/
Эти два варианта, вероятно, появились от незнания их составителями официально утверждённого герба 1811 года. Но надо признать, что сделаны они были профессионально.
Знамя города, было даровано общественностью города шестигласной городской Думе 20 сентября 1864 года.
С обеих сторон знамени в центре помещен герб города Ростова-на-Дону в цветном изображении. С обеих сторон белого атласного полотнища в верхней части, размещается надпись: «Город Ростов-на-Дону». В нижней части знамени расположена надпись «Основан в 1749 году». Надписи, выполненные золотом, от чистого поля знамени отделяет красная окантовка шириной 10 мм, расположенная от краев полотнища на расстоянии 50 мм. Расстояние до герба города от верхнего и нижнего краев полотнища по 150 мм. По периметру полотнище знамя украшает золотая бахрома длиной 25 мм. Наличие на знамени цветного городского герба и белый цвет атласного полотнища символизируют свободу и открытость Ростова-на-Дону для развития торговли и промышленности, установления культурных и иных связей с городами-партнёрами.

### Четвёртый, официальный герб
В 1904 году Ростов-на-Дону получил статус градоначальства и соответствующее распоряжение содержало, кроме всего прочего, указания о дополнениях к гербу Ростова, отражавших его новый статус. Согласно правилам, разработанным бароном Кёне, гербы Градоначальств отмечала Древняя Царская корона над щитом и золотые дубовые ветви с Александровской лентой. Заметим, что не было и речи о новом рисунке ростовского герба. Предписывалось только дополнить высочайше утверждённый в 1811 году герб Ростова общеизвестными признаками Градоначальства.

### Советский герб
Советский герб Ростова-на-Дону утверждён решением Исполнительного Комитета Ростовского-на-Дону городского Совета депутатов трудящихся от 23 июня 1967 года № 428. Согласно официальному описанию:
Герб г. Ростова-на-Дону представляет собой щит, разделенный по вертикали на две равных части, синего и красного цветов.
В центре щита размещен круг: левая часть круга на синем фоне в виде колоса, правая — в виде шестерни.
Колосья и шестерня символизируют развитое сельское хозяйство и машиностроение.
В центре круга помещена зубчатая крепостная стена, которая подчёркивает основание города Ростова, как крепости, поставленной для защиты от набега кочевых народов в середине XVIII века.
В нижней части круга расположена будёновка на фоне скрещенных сабель, как память о легендарной Первой Конной и классовых битвах в годы Гражданской войны на Дону.
В нижней части щита проходят по горизонтали две волнистые линии, олицетворяющие собой Дон, который играет огромную роль в народном хозяйстве области.
Авторы герба: В. М. Кожемякин и Б. И. Шалибов

### Возвращение старого герба
В 1996 году городская Дума утвердила «Положение о символах города Ростова-на-Дону» (3 апреля 1996 года Решением № 267 городской Думы). Герб города был переработан Андреем Башкатовым. Этот герб в общем повторял вариант 1904 года. Башня на гербе вместо серебряной стала золотой. Венок — зелёным. Вместе с тем Ярослав Зацаринный разработал уточненную версию изображения герба, изменив некоторые детали фигур (на рисунке)